# 東林間站
東林間站（日语：／ Higashi-rinkan eki */?）是一個位於神奈川縣相模原市南區上鶴間七丁目，屬於小田急電鐵江之島線的鐵路車站。車站編號是OE 01。

## 歷史
- 1929年（昭和4年）4月1日 - 東林間都市站開業。為「直通」班次停靠站。
- 1941年（昭和16年）10月15日 - 改名為東林間站。
- 1945年（昭和20年）6月 - 廢止「直通」班次，各站停車延伸至全線，本站為停靠站。
- 1946年（昭和21年）10月1日 - 新增準急班次，本站為停靠站。
- 1982年（昭和57年）8月27日 - 跨站式站房與東西自由通道啟用。
- 2012年（平成24年）8月 - 設置列車資訊顯示器。

## 站名由來
因位於林間都市計畫區域，因而命名為東林間都市站。1941年（昭和16年）將站名去除「都市」為東林間站。
「林間都市計畫」成立以前曾計畫稱為「中和田站」。
另外，本站是林間都市3站中最西北的車站。

## 車站構造
本站是側式月台2面2線地面車站，為跨站式站房。
月台從東側起為1號月台。
2012年8月11日，本站新設列車資訊顯示器。

### 月台配置
| 月台 | 路線     | 方向 | 目的地                       |
| ---- | -------- | ---- | ---------------------------- |
| 1    | 江之島線 | 下行 | 大和、藤澤、片瀨江之島方向   |
| 2    | 江之島線 | 上行 | 相模大野、新宿、千代田線方向 |

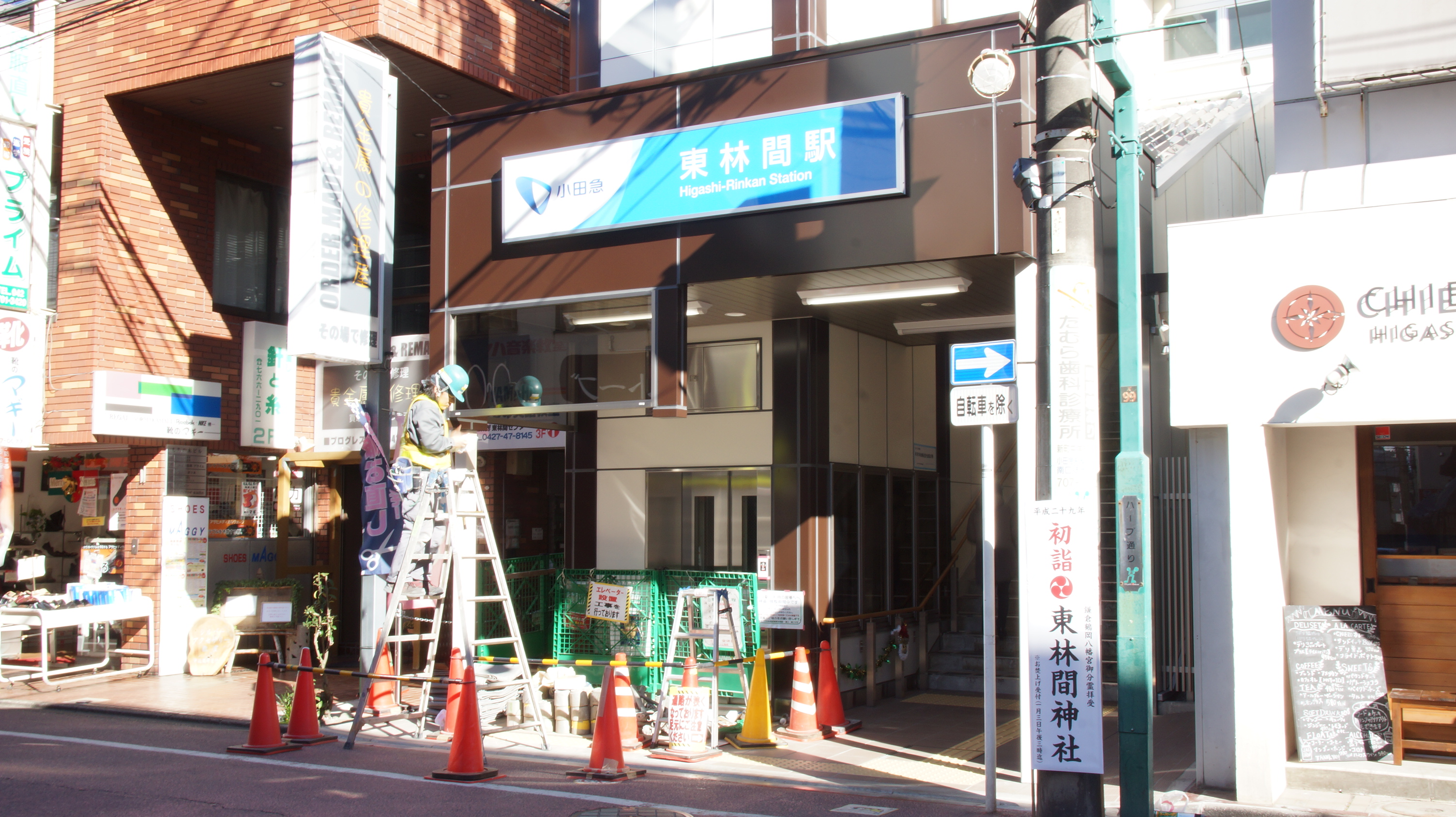
西口（2016年12月16日）
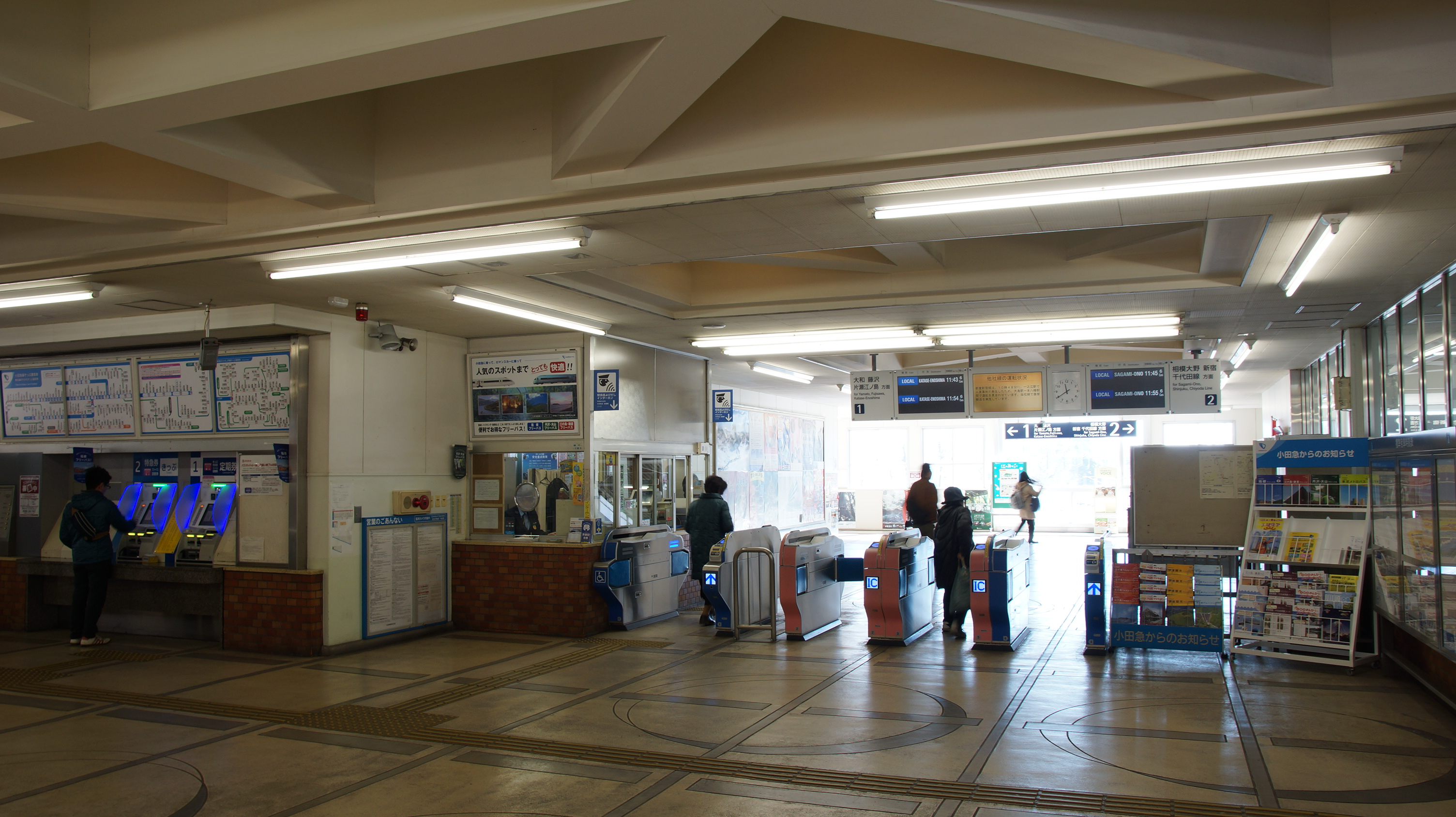
閘口（2016年12月16日）
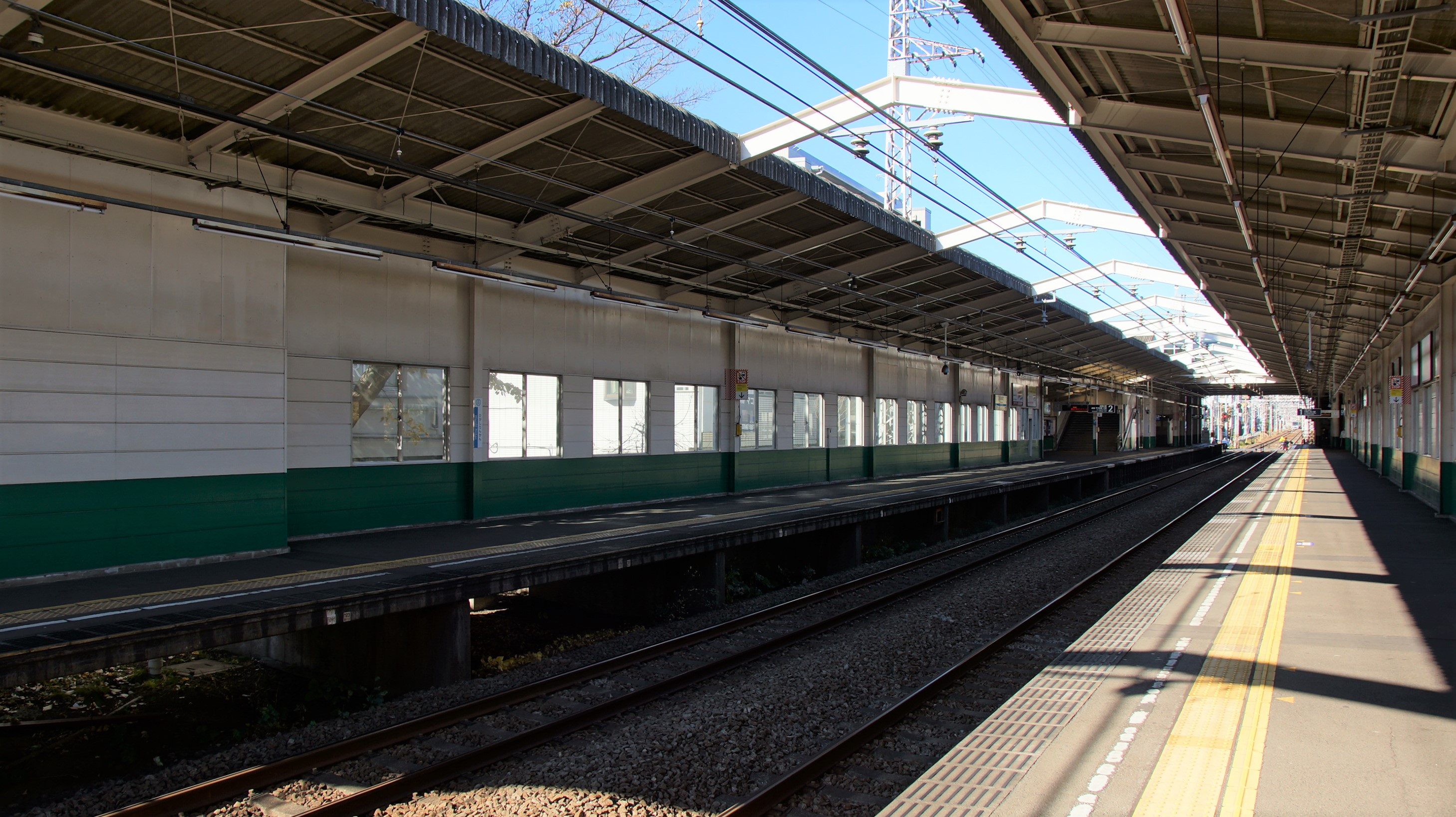
2號月台（2016年12月16日）

## 使用情況
2016年度1日平均上下車人次為21,536人，小田急線全70站中排名48位。
近年上下車人次、上車人次變化如下表。
| 年度               | 1日平均 上下車人次 | 1日平均 上車人次 | 來源     |
| ------------------ | ------------------ | ---------------- | -------- |
| 1975年（昭和50年） | 19,818             |                  |          |
| 1980年（昭和55年） | 20,921             |                  |          |
| 1985年（昭和60年） | 22,554             |                  |          |
| 1989年（平成元年） | 25,316             |                  |          |
| 1993年（平成05年） | 27,219             |                  |          |
| 1995年（平成07年） |                    | 11,939           | [ * 1 ]  |
| 1998年（平成10年） | 24,346             | 11,232           | [ * 2 ]  |
| 1999年（平成11年） |                    | 10,959           | [ * 3 ]  |
| 2000年（平成12年） |                    | 10,938           | [ * 3 ]  |
| 2001年（平成13年） |                    | 10,920           | [ * 4 ]  |
| 2002年（平成14年） | 22,830             | 10,707           | [ * 5 ]  |
| 2003年（平成15年） | 22,883             | 10,788           | [ * 6 ]  |
| 2004年（平成16年） | 21,732             | 10,536           | [ * 7 ]  |
| 2005年（平成17年） | 21,920             | 10,635           | [ * 8 ]  |
| 2006年（平成18年） | 22,145             | 10,747           | [ * 9 ]  |
| 2007年（平成19年） | 22,254             | 10,895           | [ * 10 ] |
| 2008年（平成20年） | 22,176             | 10,869           | [ * 11 ] |
| 2009年（平成21年） | 21,796             | 10,708           | [ * 12 ] |
| 2010年（平成22年） | 21,422             | 10,540           | [ * 13 ] |
| 2011年（平成23年） | 21,152             | 10,412           | [ * 14 ] |
| 2012年（平成24年） | 21,420             | 10,550           | [ * 15 ] |
| 2013年（平成25年） | 21,584             | 10,628           | [ * 16 ] |
| 2014年（平成26年） | 21,266             | 10,548           | [ * 17 ] |
| 2015年（平成27年） | 21,460             |                  |          |
| 2016年（平成28年） | 21,536             |                  |          |

## 車站周邊
車站周邊是寧靜的住宅區。
- 車站大樓「小田急Marche（日语：小田急マルシェ）東林間」
- 橫濱銀行東林間支店
- 東林間東急Store（日语：東急ストア）
- SUPER三和（日语：三和）東林間店
- SUPER三和東林間西口店
- 相模原東林間郵便局
- 相模原上鶴間郵便局
- 駿河銀行（日语：スルガ銀行）東林間支店
- 八千代銀行（日语：八千代銀行）東林間支店
- 東芝林間醫院
- 東林間商店街
- 相模原市役所東林出張所
- 相模原市立櫟台（くぬぎ台）小學校
- 相模原市立東林小學校

## 急行停靠需求
神奈川縣鐵道輸送力增強促進會議在2012年度小田急電鐵請求書中提出本站在尖峰時刻停靠急行班次的構想。對此，小田急電鐵以「將損害急行的速達性」為理由拒絕。

## 相鄰車站
小田急電鐵
 江之島線

■快速急行、■急行
通過
■各站停車
相模大野（OH 28）－（相模大野分岐点）－東林間（OE 01）－中央林間（OE 02）

## 外部連結
- 東林間 - 小田急電鐵